# Andy Bechtolsheim
Andy Bechtolsheim (de son vrai nom Andreas von Bechtolsheim), né le 30 septembre 1955 près de Finning en Bavière, est un ingénieur en électronique, informaticien, entrepreneur et investisseur allemand. Il est l'un des fondateurs de Sun Microsystems.
Il est célèbre pour avoir apporté des ressources financières à Sergey Brin et Larry Page, les fondateurs de Google. Quand Bechtolsheim découvrit la technologie du Pagerank mis au point par Brin et Page, il fit un chèque de 100 000 dollars sans se soucier de l'existence même de la société Google.
Il est aussi connu pour être un investisseur de légende dans une série de start-up qui ont bien réussi. 
Il est actuellement chairman et directeur principal du développement chez Arista Networks.
En 2018, sa fortune est évaluée à 6,7 milliards de dollars par le magazine Forbes. 

## Sa jeunesse
Andy Bechtolsheim est né près du lac d'Ammersee, dans le land de Bavière. Cadet de quatre enfants, il a grandi dans une ferme des Alpes. Étant donné qu'il vivait dans une maison isolée et sans voisins, sans télévision, enfant, il menait des expériences sur l'électronique.
En 1963, sa famille a déménagé à Rome, puis, en 1968, en Allemagne à Nonnenhorn au bord du lac de Constance.
Âgé de seulement 16 ans, il conçut pour une société de la région un contrôleur industriel sur base du premier véritable microprocesseur de série, l'Intel 8008. Les royalties de ce produit financèrent une grande partie de ses études.
En tant qu'étudiant à l’Université technique de Munich (TUM), il participa au projet Jugend forscht destiné aux jeunes chercheurs et après 3 candidatures gagna le prix de physique en 1974. Bechtolsheim bénéficia alors d'une bourse Fulbright : il déménagea aux États-Unis en 1975 pour suivre les cours de l’Université Carnegie-Mellon où il reçut un mastère en sciences de l'information en 1976. En 1977, il rejoint la Silicon Valley pour travailler chez Intel mais démissionne au bout d'une semaine car on veut l'envoyer en Oregon. Il prend un job d'été à l'université Stanford et devient étudiant au Ph.D. en ingénierie électrique.

## Carrière
À Stanford, il participe en 1981 au programme d'interconnexion de tous les ordinateurs de l'université : avec William Yeager, il perfectionne le protocole d'échange de données avec une nouvelle passerelle informatique, l’Advanced Gateway Server. Bechtolsheim réalisa une puissante station de travail (ordinateur) avec une interface réseau intégrée appelée la "Sun Workstation" (nom issu des initiales de Stanford University Network). Il a été inspiré par le Xerox Alto computer développé au centre de recherche Xerox de Palo Alto. Bechtolsheim y était "no fee consultant" c'est-à-dire qu'il n'était pas payé mais avait un accès libre aux recherches qui y étaient réalisées.